# 성 요한 대성당 (바르샤바)
성 요한 대성당(폴란드어: Bazylika archikatedralna św. Jana Chrzciciela)은 폴란드 바르샤바 스타레미아스토에 위치한 대성당이다. 바르샤바에 위치한 3개의 대성당 중 하나로, 유일한 아치 대성당이다.
1944년 바르샤바 봉기 때는 저항 세력과 독일의 군대 사이의 투쟁의 장소였다. 이 시기에 거대한 폭발로 건물의 많은 부분을 파괴했다. 바르샤바 봉기 후 재건되었다. 2012년부터 2015년까지 광범위하게 성당 내부가 수리되었다. 외관, 내관, 예배당, 동상, 묘비, 지하실 등이 해당되었다.

## 같이 보기
- 그니에즈노 대성당